# Грейді (округ, Джорджія)
Шаблон:StateAbbr_ 30°53′ пн. ш. 84°14′ зх. д. / 30.88° пн. ш. 84.23° зх. д.
Округ Грейді (англ. Grady County) — округ у штаті Джорджія, США. Ідентифікатор округу 13131.

## Історія
Округ утворений 1905 року.

## Демографія
За даними перепису 2000 року, загальне населення округу становило 23659 осіб, зокрема міського населення було 8978, а сільського — 14681. Серед мешканців округу чоловіків було 11245, а жінок — 12414. В окрузі було 8797 домогосподарств, 6508 родин, які мешкали в 9991 будинках.
Середній розмір родини становив 3,08.
Віковий розподіл населення поданий у таблиці:
| Стать    | До 15 років | 15-21 | 22-29 | 30-39 | 40-49 | 50-65 | 65-85 | Понад 85 |
| -------- | ----------- | ----- | ----- | ----- | ----- | ----- | ----- | -------- |
| Чоловіки | 2597        | 1278  | 1177  | 1568  | 1616  | 1803  | 1092  | 114      |
| Жінки    | 2662        | 1203  | 1209  | 1699  | 1755  | 1964  | 1625  | 297      |

## Суміжні округи
- Мітчелл — північ
- Томас — схід
- Леон, Флорида — південь
- Гедсден, Флорида — південний захід
- Декатур — захід

## Виноски
1. ↑  U.S. Decennial Census. United States Census Bureau. Архів оригіналу за 26 квітня 2015. Процитовано 22 червня 2014.
2. ↑  Historical Census Browser. University of Virginia Library. Архів оригіналу за 11 серпня 2012. Процитовано 22 червня 2014.
3. ↑  Population of Counties by Decennial Census: 1900 to 1990. United States Census Bureau. Архів оригіналу за 2 лютого 2019. Процитовано 22 червня 2014.
4. ↑  Census 2000 PHC-T-4. Ranking Tables for Counties: 1990 and 2000 (PDF). Бюро перепису населення США. Архів оригіналу (PDF) за 18 грудня 2014. Процитовано 22 червня 2014.
5. ↑  State & County QuickFacts. United States Census Bureau. Архів оригіналу за 10 липня 2011. Процитовано 22 червня 2014.(англ.) Наведено за англійською вікіпедією.
6. ↑  American FactFinder. Бюро перепису населення США. Архів оригіналу за 21 травня 2008. Процитовано 31 січня 2008.

| США | Це незавершена стаття з географії США. Ви можете допомогти проєкту, виправивши або дописавши її. |